# 有効場の理論
有効場の理論（ゆうこうばのりろん、英: effective field theory, EFT）とは、理論物理学のうち特に場の量子論において使われる語で、物理現象をある特定のエネルギー領域について記述する際に、短距離（高エネルギー）スケールの現象について自由度を無視し、長距離（低エネルギー）スケールについてのみその自由度を扱うことで、近似的に現象を表す手法である。

## 解説
有効場の理論は、本来の理論の低エネルギー領域の物理現象を記述するための近似的な理論である。ここでいう「低エネルギー」とは、あるエネルギースケールΛに対して、それより低いエネルギーを指しており、理論の有効な自由度はm ≪ Λとなるような軽い質量の粒子に限定され、本来の理論に含まれるM ≫ Λとなるような重い質量の粒子は除外される。このとき、考えている系のエネルギーをEとすると、微少量E/Λによる級数展開として摂動論を構築することができる。重い自由度は理論に現れる粒子としては除外されるが、その情報はラグランジアン中の結合定数の中に含まれる。
有効場の理論のラグランジアンには、繰り込み不可能な無限個の項と無限個のパラメータが現れる。ただし、低エネルギー領域について計算する分には、これらの高次項は重い粒子の質量などの高エネルギーの逆べきによって抑制されるため、実際には低い次数の有限個の項を考えるだけで十分であり、繰り込み不可能性は問題とならない。このように、少なくとも低エネルギー領域においては、有効場の理論は妥当な近似となっている。実際、多くの有効場の理論は現在信じられている標準理論と整合性がとれており、このような成功は、低エネルギーの物理現象を見ている限りは、高エネルギースケールによる効果は実験的に観測されないことを意味している。
有効場の理論の特徴を以下にまとめる。
- 低エネルギーのダイナミクスは高エネルギーのダイナミクスの詳細に依存しない。
- 理論に含まれるパラメータの間に大きなエネルギーギャップが存在すれば、小さい方のスケールをゼロ、あるいは、大きい方のスケールを無限大とみなして、

{\displaystyle 0\leftarrow m\ll E\ll M\rightarrow \infty }
スケールを分離することで、m/EやE/Mなどの微少量を展開パラメータとした摂動展開を行うことができる。
- 非局所的な重い粒子の交換は、軽い粒子間の局所的な（繰り込み不可能な）相互作用として置き換えられる。
- 有効場の理論は、赤外領域では本来の理論と同様の振る舞いをする。逆に、紫外領域では異なる振る舞いをする（すなわち、有効場の理論が破綻する）。
- 高エネルギーのダイナミクスの名残は、有効場の理論における結合定数や対称性として現れる。

## ワインバーグの論文
有効場の理論の概念は場の量子論の黎明期から存在していたが、対称性や摂動論を用いた系統的な議論を初めて行ったのは1979年のスティーヴン・ワインバーグによる論文である。この論文でワインバーグは、有効場の理論の考え方の基礎について以下のように述べている。
この論文では、低エネルギー領域の強い相互作用に対する有効場の理論であるカイラル摂動論の原型が提唱された。

## 有効場の理論の例
- フェルミのベータ崩壊の理論

エンリコ・フェルミによるベータ崩壊の理論は有効場の理論の有名な一例である。ベータ崩壊のような弱い相互作用に関する現象は、現在の標準理論の枠組ではワインバーグ＝サラム理論を用いて記述されウィークボソンが弱い力の担い手とされる。このウィークボソンの存在が知られるより前、フェルミは4点相互作用（4つのフェルミ粒子による点状相互作用）を導入することにより、ウィークボソンのような媒介粒子に頼らない様式でベータ崩壊を記述した。この近似は実際のベータ崩壊に対しては、低エネルギー領域すなわちフェルミ粒子の運ぶエネルギーがWボソンの質量より十分小さい（{\displaystyle E\ll M_{W}}）場合にのみ妥当である。
- オイラー＝ハイゼンベルク・ラグランジアン

量子電磁力学(QED)の低エネルギー領域についての有効場の理論として知られているのが、オイラー＝ハイゼンベルク・ラグランジアンである。QEDに含まれる自由度は電子のような荷電粒子と電磁相互作用の担い手である光子だが、この理論の自由度は光子のみであり、QEDにおいて電子が関わるような過程は光子の4点以上の相互作用として置き換えられる。この理論は電子の質量と比べて十分小さいエネルギー（{\displaystyle E_{\gamma }\ll m_{e}}）を運ぶ光子の相互作用について記述する理論であり、非線形QED現象（電磁場が2次以上で効くような現象）を調べるのに適している。
- カイラル摂動論（chiral perturbation theory、ChPT）

量子色力学(QCD)の低エネルギー領域では、結合定数が大きくなるため摂動計算による解析が行えなくなり、クォーク・グルーオンの閉じ込めやカイラル対称性の破れなどの非摂動現象を記述することは困難である。QCDの中で、特に、軽いクォーク（アップクォーク、ダウンクォーク、ストレンジクォーク）から成る低エネルギー領域についての有効場の理論として広く利用されている理論がカイラル摂動論である。QCDに含まれる自由度はクォークとグルーオンだが、この理論では、有効な自由度としてパイ中間子やK中間子のような南部＝ゴールドストンボソンが用いられる。すなわち、本来のクォーク・グルーオンによる相互作用は中間子によるハドロン間相互作用として扱われる。
- ヘビークォーク有効理論（heavy-quark effective theory、HQET）

ヘビークォーク有効理論は、QCDの中で、重いクォーク（チャームクォーク、ボトムクォーク）と軽いクォークが混在しているような系（D中間子やB中間子など）を記述するための有効場の理論である。このような系は、ほとんど静止したヘビークォークの周囲をライトクォークが飛び回っていると解釈される。このときのライトクォークが運ぶエネルギーは、QCDスケールΛQCDと同程度のオーダーになっており、このスケールはヘビークォークの質量mQと比べて十分小さくなる（{\displaystyle \Lambda _{\mathrm {QCD} }\ll m_{Q}}）。このようなスケールの分離を用いて、摂動展開を行うことができる。格子QCDと同様に、この理論を格子ゲージ理論として扱うこともできる（格子HQET）。
- 非相対論的QCD（non-relativistic QCD、NRQCD）

非相対論的QCDは、QCDの中で、重いクォークのみを含む系（クォーコニウムなど）を記述するための有効場の理論である。このような系は、ハドロン内部でヘビークォークが非相対論的に飛び回っていると解釈される。このときのクォークの速度v～〈p〉/mQを微少量として扱い、ヘビークォーク質量mQ、典型的な運動量mQv、典型的な束縛エネルギーmQv2の間でスケールの分離（{\displaystyle m_{Q}v^{2}\ll m_{Q}v\ll m_{Q}}）を行うことで、摂動展開を行うことができる。格子QCDと同様に、この理論を格子ゲージ理論として扱うこともできる（格子NRQCD）。